# Zeit zu gehen
Zeit zu gehen ist ein Lied der deutschen Pop-Rock-Band Unheilig aus dem Jahr 2014. Das Stück ist die erste Singleauskopplung aus ihrem achten Studioalbum Gipfelstürmer.

## Entstehung und Artwork
Geschrieben wurde das Lied von dem Graf, Markus Tombült und Henning Verlage. Produziert wurde die Single von beiden letztgenannten. Tombült und Verlage sind ebenfalls am Keyboard zu hören und waren zusammen mit Christoph Assmann für die Programmierung zuständig. Gemastert wurde das Lied von Truebusyness Musicproductions in Berlin, unter der Leitung von Sascha Bühren. Gemischt wurde das Lied von Tritonus in Berlin, unter der Leitung von Moritz Enders. Das Arrangement der Streicher übernahm Stefan Pintev. Als weitere Instrumentalisten wurden Stephan Hinz am Bass, sowie Jörg Wartmann und Peter Weihe an der Gitarre engagiert. Aufgenommen wurde das Stück in den Sendener Principal Studios. Das Lied wurde unter dem Musiklabel Vertigo Records veröffentlicht. Auf dem rot-schwarz gehaltenen Cover der Maxi-Single ist – neben Künstlernamen und Liedtitel – eine Comicdarstellung einer alten Dampflokomotive, die um kurz vor zwölf Uhr in einen Bahnhof einfährt, zu sehen.

## Veröffentlichung und Promotion
Die Erstveröffentlichung von Zeit zu gehen fand am 31. Oktober 2014 in Deutschland, Österreich und der Schweiz statt. Das Lied ist zum einzelnen Download und als 2-Track-Single, mit dem Lied Das Leben ist meine Religion als B-Seite, erhältlich.
Um das Lied zu bewerben, folgte unter anderem ein Liveauftritt in der letzten Ausgabe von Wetten, dass..?. Dies war auch zugleich der letzte Fernsehauftritt von Unheilig. Während des Auftrittes sang der Graf das Lied, vor dem Hintergrund einer riesigen Videowall, wo die besten Szenen aus 33 Jahren Wetten, dass..? zu sehen waren.

## Hintergrund
Mit der Veröffentlichung von Zeit zu gehen läuteten Unheilig ihre Verabschiedung von ihren Fans ein. Einen Tag vor der Bekanntgabe, dass Zeit zu gehen die erste Singleauskopplung des kommenden Albums sein wird, veröffentlichte Der Graf auf der Unheilig-Homepage einen offenen Brief am 5. Oktober 2014. In diesem bedankte sich der Graf bei allen Fans, die ihnen über Jahre die Treue gehalten haben und kündigte gleichzeitig an, dass das nächste Studioalbum Gipfelstürmer das letzte sei und dass sich Unheilig nach einer Abschiedstournee 2016 zur Ruhe setzten, damit er sich mehr Zeit seiner Familie widmen kann.
In der 52. Ausgabe der ProSieben-Late-Night-Show Circus HalliGalli vom 13. Oktober 2014 machte sich Evil Jared Hasselhoff über den Abschiedsbrief des Grafen lustig. Er las den Brief vor und würgte dabei ständig, ehe er sich zum Schluss heftig über ein Porträt des Grafen übergab. Nach der Ausstrahlung brach ein Shitstorm über das Circus HalliGalli-Team ein. In der folgenden Ausgabe gaben Joko und Klaas bekannt, dass sie wegen Hasselhoff völlig unverschuldet einen Shitstorm erleiden mussten, weil dieser diese Aktion in die Sendung hineingeschmuggelt habe. Um diese Aktion nicht einfach stehen zu lassen und den Unheilig-Fans Gerechtigkeit widerfahren zu lassen, stellten sie Hasselhoff an einen Pranger. An diesem wurde er vom Studiopublikum ausgebuht und danach verpackte Sasha alle Hasskommentare in einem Lied und sang diese, während Hasselhoff am Pranger stand.

## Inhalt
Der Liedtext zu Zeit zu gehen ist in deutscher Sprache verfasst. Die Musik und der Text wurden gemeinsam vom Grafen, Markus Tombült und Henning Verlage verfasst. Musikalisch bewegt sich das Lied im Bereich des Pop-Rocks. Gesungen wird das Lied vom Grafen, im Hintergrund sind die Stimmen von Tombült und Verlage zu hören.

„Es ist Zeit zu gehen,

wir danken euch für all die Jahre.

Auch wenn es weh tut, es ist Zeit für uns zu gehen,

wenn es am schönsten ist.
Es ist Zeit zu gehen,

wir werden euch im Herzen tragen.

Auch wenn es weh tut, es ist Zeit für uns zu gehen,

wenn es am schönsten ist.“

Zur Entstehung des Liedes sagte der Graf folgendes:

„Als ich mich vor einigen Monaten dazu entschieden hatte, dass das Album Gipfelstürmer das letzte Unheilig-Album sein wird, habe ich mich hingesetzt und hab einen Text geschrieben und hab mir die ganze Zeit die Gedanken auch darüber gemacht wie man am allerbesten in einem Lied diese Situation eines Abschieds wenn man sich musikalisch verabschiedet ausdrücken kann. All die Emotionen und Gedanken, all die ganzen Bilder aus der Vergangenheit kamen dann zurück und das war für mich so die Möglichkeit, weil Musik meine Sprache ist, es auch bei dieser Single so zu machen. Im Grunde genommen, ich habe mir selber erklärt warum ich den Weg gehe, indem ich Unheilig musikalisch beende.“

## Musikvideo
Das überwiegend schwarz-weiße Musikvideo zu Zeit zu gehen feierte am 6. Oktober 2014, auf der Videoplattform YouTube, seine Premiere. Zu sehen sind verschiedene Ausschnitte und Bilder der letzten Unheilig-Jahre. Es sind Ausschnitte aus zuvor veröffentlichten Musikvideos und deren Outtakes, Liveausschnitte von Konzerten, alte Pressebilder und Bilder in besonderen Situationen zu sehen. Das Video endet mit dem Grafen, der sich von den Fans nach einem Konzert verabschiedet. Die Gesamtlänge des Videos beträgt 4:13 Minuten. Regie führte Markus Gerwinat. Bis Februar 2025 zählte das Video über 21,6 Millionen Aufrufe bei YouTube.

## Mitwirkende
| Liedproduktion - Christoph Assmann: Programmierung - Sascha Bühren: Mastering - Moritz Enders: Abmischung - Der Graf: Gesang, Komponist, Liedtexter - Stephan Hinz: Bass - Stefan Pintev: Arrangement (Streicher) - Markus Tombült: Hintergrundgesang, Keyboard, Komponist, Liedtexter, Musikproduzent, Programmierung - Henning Verlage: Hintergrundgesang, Keyboard, Komponist, Liedtexter, Musikproduzent, Programmierung - Jörg Wartmann: Gitarre - Peter Weihe: Gitarre | Artwork - Markus Gerwinat: Regisseur (Musikvideo) Unternehmen - Fansation Musik Verlag: Verlag - Principal Studios: Tonstudio - Tritonus: Abmischung - Truebusyness Musicproductions: Mastering - Universal Music Publishing: Verlag - Vertigo Records: Musiklabel |

## Zeit zu gehen – Die Abschiedstournee
Diese Liste beinhaltet alle Konzerte in chronologischer Reihenfolge, die bei der Zeit zu gehen – Die Abschiedstournee gespielt wurden:
| Datum             | Stadt             | Veranstaltungsort             | Land        |
| ----------------- | ----------------- | ----------------------------- | ----------- |
| 23. Oktober 2015  | Berlin            | Mercedes-Benz-Arena           | Deutschland |
| 24. Oktober 2015  | Chemnitz          | Chemnitz Arena                | Deutschland |
| 7. November 2015  | Dortmund          | Westfalenhalle                | Deutschland |
| 13. November 2015 | Trier             | Arena Trier                   | Deutschland |
| 14. November 2015 | Nürnberg          | Arena Nürnberger Versicherung | Deutschland |
| 19. November 2015 | Rostock           | Stadthalle Rostock            | Deutschland |
| 20. November 2015 | Hamburg           | Barclaycard Arena             | Deutschland |
| 21. November 2015 | Lingen (Ems)      | Emsland-Arena                 | Deutschland |
| 21. November 2015 | Hohenems          | Event Center                  | Österreich  |
| 28. November 2015 | Karlsruhe         | dm-Arena                      | Deutschland |
| 4. Dezember 2015  | Regensburg        | Donau-Arena                   | Deutschland |
| 5. Dezember 2015  | Linz              | TipsArena                     | Österreich  |
| 11. Dezember 2015 | Cottbus           | Messehalle Cottbus            | Deutschland |
| 12. Dezember 2015 | Braunschweig      | Volkswagen Halle Braunschweig | Deutschland |
| 18. Dezember 2015 | Augsburg          | Schwabenhalle                 | Deutschland |
| 19. Dezember 2015 | Salzburg          | Salzburgarena                 | Österreich  |
| 27. Dezember 2015 | Düsseldorf        | ISS Dome                      | Deutschland |
| 29. Januar 2016   | Stuttgart         | Hanns-Martin-Schleyer-Halle   | Deutschland |
| 30. Januar 2016   | Frankfurt am Main | Festhalle                     | Deutschland |
| 19. Februar 2016  | Bern              | Festhalle                     | Schweiz     |
| 20. Februar 2016  | Kreuzlingen       | Bodensee-Arena                | Schweiz     |

## Chartplatzierungen
Zeit zu gehen erreichte in Deutschland Position sechs der Singlecharts und konnte sich insgesamt eine Woche in den Top 10 und 14 Wochen in den Charts halten. In Österreich erreichte die Single in acht Chartwochen Position 16. In der Schweiz erreichte die Single Position acht und konnte sich insgesamt eine Woche in den Top 10 und fünf Wochen in den Charts halten. Obwohl es das Lied nicht auf Platz eins schaffte, war es trotzdem für einen Zeitraum von einer Woche das erfolgreichste deutschsprachige Lied in den deutschen Singlecharts.
Für Unheilig ist dies der 13. Charterfolg in den deutschen Singlecharts, sowie der neunte in Österreich und der siebte in der Schweiz. Es ist ihr sechster Top-10-Erfolg in Deutschland, sowie der erste in der Schweiz. Zum sechsten Mal konnte sich eine Single von Unheilig gleichzeitig in allen D-A-CH-Staaten platzieren. Bis heute konnte sich keine Single von Unheilig höher in den Schweizer Charts platzieren.
Für Verlage als Autor ist dies der neunte Charterfolg in den deutschen Singlecharts, sowie der sechste in Österreich und der Schweiz. In Deutschland ist es sein fünfter Top-10-Erfolg, sowie sein erster in der Schweiz. Zum fünften Mal konnte sich eine Autorenbeteiligung von Verlage gleichzeitig in allen D-A-CH-Staaten platzieren. Für Verlage als Produzenten ist dies der siebte Charterfolg in den deutschen Singlecharts, sowie der zweite in Österreich und der erste in der Schweiz. In Deutschland ist es nach Unter deiner Flagge sein zweiter Top-10-Erfolg. Zum ersten Mal konnte sich eine Produktion von Verlage gleichzeitig in allen D-A-CH-Staaten platzieren.